# Jessica Ashwood
Jessica Ashwood (ur. 28 kwietnia 1993 w Sydney) – australijska pływaczka specjalizująca się w stylu dowolnym, wicemistrzyni olimpijska w sztafecie 4 x 200 m stylem dowolnym i brązowa medalistka mistrzostw świata.

## Kariera pływacka
W 2011 roku na mistrzostwach świata w Szanghaju na dystansie 1500 m stylem dowolnym uzyskała czas 16:25,85 min i zajęła 15. miejsce. 
Rok później reprezentowała Australię na igrzyskach olimpijskich w Londynie w konkurencji 800 m stylem dowolnym. Nie zakwalifikowała się do finału i z czasem 8:37,21 min uplasowała się na 20. miejscu.
Podczas mistrzostw świata w Barcelonie w 2013 roku startowała na dystansie 800 m kraulem, w której z czasem 8:27,74 min zajęła dziesiąte miejsce w eliminacjach.
W 2014 roku na Igrzyskach Wspólnoty Narodów w Glasgow była szósta w finale 800 m stylem dowolnym (8:29,32 min). Startowała też w konkurencji 400 m stylem dowolnym i uzyskała w eliminacjach czas 4:11,23 min, który nie pozwolił jej na udział w finale.
Podczas mistrzostw świata w Kazaniu zdobyła brązowy medal na dystansie 400 m kraulem, w finale uzyskując czas 4:03,34 min i poprawiając tym samym rekord Australii i Oceanii. Na 800 m stylem dowolnym była czwarta (8:18,41 min), a w konkurencji 1500 m stylem dowolnym zajęła piąte miejsce (15:52,17 min). Na obu tych dystansach poprawiła rekordy Australii. Ashwood płynęła też w sztafecie kraulowej 4 x 200 m, która w finale uplasowała się na szóstym miejscu.
Rok później, na igrzyskach olimpijskich w Rio de Janeiro brała udział w wyścigu eliminacyjnym sztafet 4 x 200 m stylem dowolnym. Otrzymała srebrny medal, kiedy reprezentantki Australii zajęły w finale drugie miejsce. W konkurencji 800 m kraulem była piąta z czasem 8:20,32 min, a na dystansie 400 m stylem dowolnym uplasowała się na siódmym miejscu, uzyskując w finale czas 4:05,68 min.